# Radiación de frenado

Radiación de frenado producida por un electrón de alta energía desviado en el campo eléctrico de un núcleo atómico.

Radiación de frenado o Bremsstrahlung (del alemán bremsen [«frenar»] y Strahlung [«radiación»]) es una radiación electromagnética producida por la desaceleración de una partícula cargada de baja masa (por ejemplo un electrón) debido al campo eléctrico producido por otra partícula con carga (por ejemplo un núcleo atómico). 
En términos generales, bremsstrahlung o radiación de frenado es cualquier radiación producida debido a la aceleración (positiva o negativa) de una partícula cargada, que incluye la radiación sincrotrón (es decir, la emisión de fotones por una partícula relativista), la radiación ciclotrón (es decir, la emisión de fotones por una partícula no relativista) y la emisión de electrones y positrones durante la desintegración beta. Sin embargo, el término se utiliza con frecuencia en el sentido más estricto de radiación de electrones (de cualquier fuente) que se frenan en la materia.
A la radiación de frenado también se le conoce como radiación libre-libre (free-free radiation en inglés) porque la produce una partícula cargada que está libre antes y después del cambio de trayectoria de la partícula cargada. Debido a que las cargas son libres el espectro generado es continuo. Estrictamente hablando, se entiende por radiación de frenado a cualquier radiación debida a la aceleración de una partícula cargada, como podría ser la radiación de sincrotrón; pero se suele usar sólo para la radiación de electrones que se frenan en la materia.
Se refiere al hecho de que, en este caso, la radiación es creada por electrones que están libres (es decir, no en un estado ligado atómico o molecular) antes de la emisión de un fotón y permanecen libres después. En el mismo lenguaje, la radiación ligada se refiere a líneas espectrales discretas (un electrón "salta" entre dos estados ligados), mientras que la radiación libre se refiere al proceso de combinación radiativa, en el que un electrón libre se recombina con un ion.

## Descripción clásica

Líneas de campo y módulo de un campo eléctrico generado por una carga (negativa) que inicialmente se desplaza a velocidad constante y luego se detiene rápidamente para ilustrar la bremsstrahlung que se produce.

Si los efectos cuánticos son despreciables, una partícula cargada en aceleración irradia una potencia según es descrita por la fórmula de Larmor y su generalización relativista.

### Potencia irradiada total
La potencia irradiada total es
{\displaystyle P={\frac {q^{2}\gamma ^{4}}{6\pi \varepsilon _{0}c}}\left({\dot {\beta }}^{2}+{\frac {\left({\boldsymbol {\beta }}\cdot {\dot {\boldsymbol {\beta }}}\right)^{2}}{1-\beta ^{2}}}\right),}
donde {\textstyle {\boldsymbol {\beta }}={\frac {\mathbf {v} }{c}}} (la velocidad de la partícula dividida por la velocidad de la luz), {\textstyle \gamma ={\frac {1}{\sqrt {1-\beta ^{2}}}}} es el factor de Lorentz, {\displaystyle {\dot {\boldsymbol {\beta }}}} significa una derivada temporal de {\displaystyle {\boldsymbol {\beta }}}, y q es la carga eléctrica de la partícula.
En el caso en que la velocidad es paralela a la aceleración (o sea, movimiento lineal), la expresión se reduce a
{\displaystyle P_{a\parallel v}={\frac {q^{2}a^{2}\gamma ^{6}}{6\pi \varepsilon _{0}c^{3}}},}
donde {\displaystyle a\equiv {\dot {v}}={\dot {\beta }}c} es la aceleración. Para el caso en que la aceleración sea perpendicular a la velocidad ({\displaystyle {\boldsymbol {\beta }}\cdot {\dot {\boldsymbol {\beta }}}=0}), por ejemplo en los sincrotrones, la potencia total es
{\displaystyle P_{a\perp v}={\frac {q^{2}a^{2}\gamma ^{4}}{6\pi \varepsilon _{0}c^{3}}}.}
La potencia irradiada en los dos casos límites es proporcional a {\displaystyle \gamma ^{4}} {\displaystyle \left(a\perp v\right)} o {\displaystyle \gamma ^{6}} {\displaystyle \left(a\parallel v\right)}. Dado que {\displaystyle E=\gamma mc^{2}}, se observa que para partículas con la misma energía {\displaystyle E} la potencia total irradiada es proporcional a {\displaystyle m^{-4}} o {\displaystyle m^{-6}}, que la razón por la cual los electrones pierden energía mediante radiación de bremsstrahlung mucho más rápidamente que las partículas cargadas más pesadas (o sea, muones, protones, partículas alfa). Esta es la razón por la cual un colisionador de electrón-positrón de energía TeV (tal como el propuesto para el colisionador lineal internacional) no puede usar un túnel circular (que requiere una aceleración constante), mientras que un colisionador protón-protón (como el gran colisionador de hadrones) se puede utilizar un túnel circular. Los electrones pierden energía mediante bremsstrahlung a un ritmo de {\displaystyle (m_{p}/m_{e})^{4}\approx 10^{13}} veces mayor que lo que lo hacen los protones.

### Distribución angular
La fórmula general para la potencia irradiada como función del ángulo es:
{\displaystyle {\frac {dP}{d\Omega }}={\frac {q^{2}}{16\pi ^{2}\varepsilon _{0}c}}{\frac {\left|{\hat {\mathbf {n} }}\times \left(\left({\hat {\mathbf {n} }}-{\boldsymbol {\beta }}\right)\times {\dot {\boldsymbol {\beta }}}\right)\right|^{2}}{\left(1-{\hat {\mathbf {n} }}\cdot {\boldsymbol {\beta }}\right)^{5}}}}
donde {\displaystyle {\hat {\mathbf {n} }}} es el vector unitario que apunta desde la partícula hacia el observador y {\displaystyle d\Omega } es un elemento infinitesimal de ángulo sólido.
Cuando la velocidad es paralela a la aceleración (por ejemplo movimiento lineal), la expresión se simplifica y resulta ser
{\displaystyle {\frac {dP_{a\parallel v}}{d\Omega }}={\frac {q^{2}a^{2}}{16\pi ^{2}\varepsilon _{0}c^{3}}}{\frac {\sin ^{2}\theta }{(1-\beta \cos \theta )^{5}}}}
donde {\displaystyle \theta } es el ángulo entre {\displaystyle \mathbf {a} } y la dirección de observación.

## Descripción simplificada mediante mecánica cuántica
El tratamiento mecánico-cuántico completo del bremsstrahlung es muy complicado.  El "caso del vacío" de la interacción de un electrón, un ion y un fotón, utilizando el potencial de Coulomb puro, tiene una solución exacta que probablemente fue publicada por primera vez por A. Sommerfeld en 1931. Esta solución analítica implica matemáticas complicadas, y se han publicado varios cálculos numéricos, como los de Karzas y Latter. Se han presentado otras fórmulas aproximadas, como en el reciente trabajo de Weinberg y Pradler y Semmelrock.
Esta sección ofrece un análogo de la mecánica cuántica de la sección anterior, pero con algunas simplificaciones para ilustrar la física importante. Damos un tratamiento no relativista del caso especial de un electrón de masa {\displaystyle m_{e}}, carga {\displaystyle -e} y velocidad inicial {\displaystyle v} que se desacelera en el Campo de Coulomb de un gas de iones pesados de carga {\displaystyle Ze} y densidad numérica {\displaystyle n_{i}}. La radiación emitida es un fotón de frecuencia {\displaystyle \nu =c/\lambda } y energía {\displaystyle h\nu }. Deseamos encontrar la emisividad {\displaystyle j(v,\nu )} que es la potencia emitida por (ángulo sólido en el espacio de la velocidad del fotón * frecuencia del fotón), sumado sobre ambas polarizaciones transversales del fotón. Lo expresamos como un resultado clásico aproximado multiplicado por el factor de Gaunt de emisión libre-libre gff que tiene en cuenta las correcciones cuánticas y de otro tipo:
{\displaystyle j(v,\nu )={8\pi  \over 3{\sqrt {3}}}\left({e^{2} \over 4\pi \epsilon _{0}}\right)^{3}{Z^{2}n_{i} \over c^{3}m_{e}^{2}v}g_{\rm {ff}}(v,\nu )}
{\displaystyle j(\nu ,v)=0} si {\displaystyle h\nu >mv^{2}/2}, o sea, el electrón no posee suficiente energía cinética para emitir un fotón. Existe una fórmula general de mecánica cuántica ´para {\displaystyle g_{\rm {ff}}}pero es muy complicada, y por lo general se obtiene mediante cálculos numéricos. Se presentan algunos resultados aproximados con las siguientes suposiciones adicionales:
- Interacción en el vacío: despreciamos cualquier efecto del medio de fondo, como los efectos de apantallamiento del plasma. Esto es razonable para frecuencias de fotones mucho mayores que la frecuencia del plasma. {\displaystyle \nu _{\rm {pe}}\propto n_{\rm {e}}^{1/2}}con {\displaystyle n_{e}} la densidad de electrones del plasma. Nótese que las ondas de luz son evanescentes para {\displaystyle \nu <\nu _{\rm {pe}}} y se necesitaría una aproximación significativamente diferente.
- Fotones suaves: {\displaystyle h\nu \ll m_{e}v^{2}/2}, es decir, la energía del fotón es mucho menor que la energía cinética inicial del electrón.

Con estos supuestos, dos parámetros sin unidad caracterizan el proceso: {\displaystyle \eta _{Z}\equiv Ze^{2}/\hbar v}, que mide la fuerza de la interacción Coulomb electrón-ión, y {\displaystyle \eta _{\nu }\equiv h\nu /2m_{e}v^{2}}, que mide la "suavidad" del fotón y suponemos que es siempre pequeña (la elección del factor 2 es por conveniencia posterior). En el límite {\displaystyle \eta _{Z}\ll 1}, la aproximación cuántico-mecánica de Born da:
{\displaystyle g_{\rm {ff,Born}}={{\sqrt {3}} \over \pi }\ln {1 \over \eta _{\nu }}}
En el límite opuesto {\displaystyle \eta _{Z}\gg 1}, el resultado cuántico-mecánico completo se reduce al resultado puramente clásico
{\displaystyle g_{\rm {ff,class}}={{\sqrt {3}} \over \pi }\left[\ln \left({1 \over \eta _{Z}\eta _{\nu }}\right)-\gamma \right]}
donde {\displaystyle \gamma \approx 0.577} es la constante de Euler-Mascheroni. Nótese que {\displaystyle 1/\eta _{Z}\eta _{\nu }=m_{e}v^{3}/\pi Ze^{2}\nu } que es una expresión puramente clásica sin la constante de Planck {\displaystyle h}.
Una forma semiclásica y heurística de entender el factor de Gaunt es escribirlo como {\displaystyle g_{\rm {ff}}\approx \ln(b_{\rm {max}}/b_{\rm {min}})} y {\displaystyle b_{\rm {min}}} son los "parámetros de impacto" máximo y mínimo para la colisión electrón-ión, en presencia del campo eléctrico del fotón. Con nuestros supuestos, {\displaystyle b_{\rm {max}}=v/\nu }: para parámetros de impacto mayores, la oscilación sinusoidal del campo de fotones proporciona una "mezcla de fases" que reduce fuertemente la interacción. {\displaystyle b_{\rm {min}}} es la mayor de la longitud de onda deBroglie cuántico-mecánica {\displaystyle \approx h/m_{e}v} y la distancia clásica de máxima aproximación {\displaystyle \approx e^{2}/4\pi \epsilon _{0}m_{e}v^{2}} donde la energía potencial de Coulomb electrón-ión es comparable a la energía cinética inicial del electrón.
Las aproximaciones anteriores se aplican generalmente siempre que el argumento del logaritmo sea grande, y se rompen cuando es menor que la unidad. En concreto, estas formas para el factor de Gaunt se vuelven negativas, lo que no es físico. Una aproximación a los cálculos completos, con los límites de Born y clásicos apropiados, es
{\displaystyle g_{\rm {ff}}\approx \max \left[1,{{\sqrt {3}} \over \pi }\ln \left[{1 \over \eta _{\nu }\max(1,e^{\gamma }\eta _{Z})}\right]\right]}

## En el plasma
NOTA: esta sección da actualmente fórmulas que se aplican en el límite de Rayleigh-Jeans {\displaystyle \hbar \omega \ll k_{\rm {B}}T_{e}}, y no utiliza un tratamiento cuantizado (Planck) de la radiación. Por tanto, no aparece un factor habitual como {\displaystyle \exp(-\hbar \omega /k_{\rm {B}}T_{e})}. La aparición de {\displaystyle \hbar \omega /k_{\rm {B}}T_{e}} en {\displaystyle y} a continuación se debe al tratamiento cuántico-mecánico de las colisiones.
En un plasma, los electrones libres colisionan continuamente con los iones, produciendo bremsstrahlung. Un análisis completo requiere tener en cuenta tanto las colisiones binarias de Coulomb como el comportamiento colectivo (dieléctrico). Bekefi ofrece un tratamiento detallado, mientras que Ichimaru ofrece un tratamiento simplificado. En esta sección seguimos el tratamiento dieléctrico de Bekefi, con las colisiones incluidas aproximadamente a través del número de onda de corte, {\displaystyle k_{\rm {max}}}.
Consideremos un plasma uniforme, con electrones térmicos distribuidos según la distribución de Maxwell-Boltzmann con la temperatura {\displaystyle T_{e}}. Siguiendo a Bekefi, la densidad espectral de potencia (potencia por intervalo de frecuencia angular por volumen, integrada sobre todo el {\displaystyle 4\pi } sr de ángulo sólido, y en ambas polarizaciones) del bremsstrahlung radiado, se calcula que es
{\displaystyle {dP_{\mathrm {Br} } \over d\omega }={8{\sqrt {2}} \over 3{\sqrt {\pi }}}\left[{e^{2} \over 4\pi \varepsilon _{0}}\right]^{3}{1 \over (m_{e}c^{2})^{3/2}}\left[1-{\omega _{\rm {p}}^{2} \over \omega ^{2}}\right]^{1/2}{Z_{i}^{2}n_{i}n_{e} \over (k_{\rm {B}}T_{e})^{1/2}}E_{1}(y),}
donde {\displaystyle \omega _{p}\equiv (n_{e}e^{2}/\varepsilon _{0}m_{e})^{1/2}} es la frecuencia del plasma de electrones, {\displaystyle \omega } es la frecuencia de fotones, {\displaystyle n_{e},n_{i}} es la densidad numérica de electrones e iones, y otros símbolos son constantes físicas. El segundo factor entre corchetes es el índice de refracción de una onda luminosa en un plasma, y muestra que la emisión se suprime en gran medida para {\displaystyle \omega <\omega _{\rm {p}}} (esta es la condición de corte para una onda luminosa en un plasma; en este caso la onda luminosa es evanescente). Por tanto, esta fórmula sólo se aplica para {\displaystyle \omega >\omega _{\rm {p}}}. Esta fórmula debe sumarse sobre las especies de iones en un plasma multiespecie.
La función especial {\displaystyle E_{1}} se define en el artículo integral exponencial, y la cantidad sin unidades {\displaystyle y} es
{\displaystyle y={1 \over 2}{\omega ^{2}m_{e} \over k_{\rm {max}}^{2}k_{\rm {B}}T_{e}}}
{\displaystyle k_{\rm {max}}} es un número de onda máximo o de corte, que surge debido a las colisiones binarias, y puede variar con las especies de iones. Aproximadamente, {\displaystyle k_{\rm {max}}=1/\lambda _{\rm {B}}} cuando {\displaystyle k_{\rm {B}}T_{\rm {e}}>Z_{i}^{2}E_{\rm {h}}} (típico en plasmas no demasiado fríos), donde {\displaystyle E_{\rm {h}}\approx 27.2} eV es la energía Hartree, y {\displaystyle \lambda _{\rm {B}}=\hbar /(m_{\rm {e}}k_{\rm {B}}T_{\rm {e}})^{1/2}} es la longitud de onda térmica de Broglie del electrón. En caso contrario, {\displaystyle k_{\rm {max}}\propto 1/l_{\rm {C}}} donde {\displaystyle l_{\rm {C}}} es la distancia de Coulomb clásica de máxima aproximación.
Para el caso habitual {\displaystyle k_{m}=1/\lambda _{B}}, encontramos
{\displaystyle y={1 \over 2}\left[{\frac {\hbar \omega }{k_{\rm {B}}T_{e}}}\right]^{2}.}
La fórmula para {\displaystyle dP_{\mathrm {Br} }/d\omega } es aproximada, ya que no tiene en cuenta la emisión mejorada que se produce para {\displaystyle \omega } ligeramente por encima de {\displaystyle \omega _{\rm {p}}}.
En el límite {\displaystyle y\ll 1}, podemos aproximar {\displaystyle E_{1}} como {\displaystyle E_{1}(y)\approx -\ln[ye^{\gamma }]+O(y)} donde {\displaystyle \gamma \approx 0.577} es la constante de Euler-Mascheroni. El término principal, logarítmico se utiliza con frecuencia, y se asemeja al logaritmo de Coulomb que se produce en otros cálculos de plasma colisional. Para {\displaystyle y>e^{-\gamma }} el término logarítmico es negativo, y la aproximación es claramente inadecuada. Bekefi proporciona expresiones corregidas para el término logarítmico que coinciden con los cálculos detallados de colisión binaria.
La densidad de potencia de emisión total, integrada en todas las frecuencias, es
{\displaystyle {\begin{aligned}P_{\mathrm {Br} }&=\int _{\omega _{\rm {p}}}^{\infty }d\omega {dP_{\mathrm {Br} } \over d\omega }={16 \over 3}\left[{e^{2} \over 4\pi \varepsilon _{0}}\right]^{3}{1 \over m_{e}^{2}c^{3}}Z_{i}^{2}n_{i}n_{e}k_{\rm {max}}G(y_{\rm {p}})\\G(y_{p})&={1 \over 2{\sqrt {\pi }}}\int _{y_{\rm {p}}}^{\infty }dy\,y^{-{\frac {1}{2}}}\left[1-{y_{\rm {p}} \over y}\right]^{\frac {1}{2}}E_{1}(y)\\y_{\rm {p}}&=y(\omega =\omega _{\rm {p}})\end{aligned}}}
{\displaystyle G(y_{\rm {p}}=0)=1} and decreases with {\displaystyle y_{\rm {p}}}; it is always positive. For {\displaystyle k_{\rm {max}}=1/\lambda _{\rm {B}}}, we find
{\displaystyle P_{\mathrm {Br} }={16 \over 3}{\left({\frac {e^{2}}{4\pi \varepsilon _{0}}}\right)^{3} \over (m_{e}c^{2})^{\frac {3}{2}}\hbar }Z_{i}^{2}n_{i}n_{e}(k_{\rm {B}}T_{e})^{\frac {1}{2}}G(y_{\rm {p}})}
Nótese la aparición de {\displaystyle \hbar } debido a la naturaleza cuántica de {\displaystyle \lambda _{\rm {B}}}. En unidades prácticas, una versión comúnmente utilizada de esta fórmula para {\displaystyle G=1} es.
{\displaystyle P_{\mathrm {Br} }[{\textrm {W}}/{\textrm {m}}^{3}]={Z_{i}^{2}n_{i}n_{e} \over \left[7.69\times 10^{18}{\textrm {m}}^{-3}\right]^{2}}T_{e}[{\textrm {eV}}]^{\frac {1}{2}}.}
Esta fórmula es 1,59 veces la dada anteriormente, con la diferencia debida a los detalles de las colisiones binarias. Tal ambigüedad se expresa a menudo introduciendo el factor de Gaunt {\displaystyle g_{\rm {B}}}, por ejemplo en uno encuentra
{\displaystyle \varepsilon _{\mathrm {ff} }=1.4\times 10^{-27}T^{\frac {1}{2}}n_{e}n_{i}Z^{2}g_{\rm {B}},\,}
donde todo está expresado en las unidades CGS.